# 戴敏 (弘治進士)
戴敏（1466年—？），字遜之，直隸徽州府婺源縣（今屬江西）人，明朝政治人物。

## 生平
弘治八年（1495年）乙卯科應天鄉試第八十四名舉人，弘治九年（1496年）丙辰科進士。曾知辰州府，招抚盗贼。不久擢升貴州左參政，撫苗有功。正德十二年（1517年）正月考察以不謹闲住。

## 家族
曾祖戴惟忠；祖父戴安義；父戴文炳，母齊氏、繼母張氏。具慶下。